# Хадім Н'Діайє
Хадім Н'Діайє (фр. Khadim N'Diaye, нар. 30 листопада 1984, Сен-Луї) — сенегальський футболіст, воротар гвінейського клубу «Гороя» та національної збірної Сенегалу.

## Клубна кар'єра
У дорослому футболі дебютував 2002 року виступами за команду клубу «Еспуар Сен-Луї» з рідного міста, в якій провів чотири сезони. Згодом продовжував грати на батьківщині, захищав кольори клубів «Каса Спорт», «Лінгер» та «Діараф».
2012 року протягом чотирьох місяців перебував у складі шведського «Кальмара», проте жодного офіційного матчу в Європі не провів.
2013 року став гравцем гвінейського клубу «Гороя».

## Виступи за збірну
2010 року дебютував в офіційних матчах у складі національної збірної Сенегалу.
У складі збірної був учасником Кубка африканських націй 2012 року у Габоні та Екваторіальній Гвінеї та Кубка африканських націй 2017 року у Габоні.
2018 року був включений до заявки збірної на фінальну частину тогорічного чемпіонату світу, ставши у складі своїє команди єдиним представником африканського клубного футболу.